# 燃烧室
燃烧室是燃氣渦輪發動機、冲压发动机、超音速燃烧冲压发动机中的一個區域，這個地方也是用來燃燒燃料的區域。在燃氣渦輪發動機中，壓縮系統朝燃燒室輸送高壓空氣。然後空氣在燃燒器內被加熱。當燃料/空氣混合物燃燒時氣體會快速膨脹。燃燒後的混合物會被排出燃燒器，之後進入渦輪機。在冲压发动机、超音速燃烧冲压发动机中，废气直接通過噴嘴排出。